# Safe (album)
Pour les articles homonymes, voir Safe.
Albums de Manticora
The Black Circus Part 2: Disclosure
(2007)
Safe est le septième album du groupe danois de Power metal Manticora, publié le 18 octobre 2010 par Locomotive Music.
Avec cet album, le groupe signe un retour aux sources.

## Liste des chansons
Toute la musique est composée par Manticora.
| No | Titre                                             | Durée |
| -- | ------------------------------------------------- | ----- |
| 1. | In The Abyss Of Desperation                       | 5:32  |
| 2. | Silence The Freedom                               | 7:05  |
| 3. | Complete                                          | 5:30  |
| 4. | From The Pain Of Loss (I Learned About The Truth) | 4:37  |
| 5. | A Lake That Drained                               | 6:01  |
| 6. | Carrion Eaters                                    | 6:35  |
| 7. | Safe (Searching/A Miracle/Fading/End(less))       | 14:07 |